# Pentagonlek 2023
In april 2023 circuleerden twee reeksen geheime documenten uit de Verenigde Staten op Twitter, Telegram en 4chan. De documenten, die voornamelijk betrekking hadden op de Russische invasie van Oekraïne, bevatten details over buitenlandse naties, waaronder Noord-Korea, China, Iran en de Verenigde Arabische Emiraten. De documenten verspreidden zich op het social media-platform Discord en zouden afkomstig zijn van een chatgroep die bekend staat als "Thug Shaker Central". 
De documenten hebben betrekking op inlichtingen die de Verenigde Staten hebben over andere landen en bevatten operationele instructies van de Joint Chiefs of Staff. Met betrekking tot de Russisch-Oekraïense oorlog suggereren de documenten moeilijkheden voor zowel Rusland als Oekraïne, in gelijke mate. Ook komen de betrekkingen tussen Rusland en andere landen aan bod, met meerdere documenten waarin de inspanningen van de Russische militaire inlichtingendienst GRU en de paramilitaire organisatie Wagnergroep worden beschreven om Russische idealen te promoten en tegelijkertijd de Amerikaanse waarden te bagatelliseren. Andere documenten onthullen pogingen van de Wagnergroep om wapens te kopen in Turkije, een NAVO-lid.
Het lek heeft geleid tot een diplomatieke crisis. Verschillende instanties zoals het ministerie van Defensie, het Witte Huis, het ministerie van Buitenlandse Zaken en de Amerikaanse inlichtingendiensten doen onderzoek naar het lek. Tegelijkertijd hebben het ministerie van Justitie en de FBI een strafrechtelijk onderzoek geopend naar degene die de Amerikaanse overheidsdocumenten gelekt heeft. 

## Voorgeschiedenis
In oktober 2021 werd men zich in de Verenigde Staten bewust van de pogingen van de Russische president Vladimir Poetin om de militaire uitgaven in Rusland snel te verhogen. Met behulp van satellietbeelden, door de Amerikaanse inlichting onderschepte communicatie en bronnen in Rusland, kwam men in de VS tot de conclusie dat Poetin van plan was om Kiev in te nemen. In een gesprek met president Joe Biden zei Mark Milley, de voorzitter van de Joint Chiefs of Staff, dat Rusland een poging tot een invasie zou doen. Nadat in februari 2022 de Russische invasie van Oekraïne inderdaad begon, hebben de Verenigde Staten de Oekraïense regering voorzien van inlichtingen over Rusland. 

## Onderzoek
Aangenomen wordt dat de documenten oorspronkelijk op grote schaal zijn gepost voor een groot publiek op een Discord-server in een fanclub-chatgroep van de Brits-Filipijnse youtuber Wow Mao, die geïnteresseerd is in geopolitiek en geschiedenis. De documenten zijn op 1 en 2 maart 2023 gepost; op 4 maart plaatste een afzonderlijke gebruiker een gedeelte van de documenten in een Minecraft-chatgroep. 
Onderzoekscollectief Bellingcat bracht aan het licht dat een gamer, onder de naam "OG" (afkorting voor Original Gangster), in een chatgroep, die bekendstaat als "Thug Shaker Central", de documenten oorspronkelijk al in oktober 2022 heeft gepost. Vervolgens plaatste een lid van de chatgroep, genaamd Lucca, enkele maanden later een deel van die documenten op de Wow Mao-chatgroep. Volgens The Washington Post bracht OG regelmatig documenten mee naar huis van een niet genoemde militaire basis. Gebruikers van de server vormden een band met OG toen hij de documenten plaatste, in de overtuiging dat hij een betrouwbare bron was, waarvan sommige zijn volledige naam en staat kenden.
In een gesprek met The Washington Post vertelde een YouTuber genaamd Oxide, die op dat moment in het Amerikaanse leger in de Pacific Northwest diende, dat hij een jaar eerder verschillende gebruikers uit zijn eigen Discord-chatgroep had verbannen, waaronder enkele voor het plaatsen van een meme-video van een zwarte man in een homo-pornofilm, genaamd de "thug shaker". De verbannen gebruikers verhuisden vervolgens naar de Thug Shaker Central-server.
Uit een onderzoek door The New York Times bleek dat OG waarschijnlijk Jack Teixeira (21 jaar) is, een korporaal in de 102nd Intelligence Wing van de Massachusetts Air National Guard. Teixeira werd in juli 2022 gepromoveerd tot Airman first class (korporaal) en werkte als "cyber transport systems journeyman" op Otis Air National Guard Base in Cape Cod.
Op 21 april 2023 stelde The New York Times dat Teixeira reeds in februari 2022 vertrouwelijke, militaire informatie over de oorlog in Oekraïne deelde, vlak nadat deze begon. Ze konden zijn naam linken aan een profiel in een Discordgroep van meer dan zeshonderd leden. De gedeelde informatie ging onder meer over het aantal oorlogslachtoffers, spionageagentschappen in Moskou en de geplande hulp van de Verenigde Staten aan Oekraïne.
Een andere bijnaam die Teixeira online zou gebruikt hebben, was "jackthedripper".

### Arrestatie
De FBI arresteerde Teixeira op 13 april 2023 in de staat Massachussetts. Een dag later verscheen hij voor de rechtbank van Boston waar de overheid hem beschuldigde van ongeoorloofde verwijdering en verdeling van geheime nationale Defensie-informatie. Tot nu toe lijkt alles erop te wijzen dat de jongeman geen politiek motief had voor het lekken van de informatie. Volgens bekenden wilde hij met name indruk maken op zijn online vrienden in een afgesloten Discord-chatgroep.

## Inhoud
De documenten – voornamelijk in de vorm van afbeeldingen van grafieken – hebben betrekking op inlichtingen die men in de Verenigde Staten heeft over andere landen, waaronder Noord-Korea, China en Iran. Ook bevatten ze informatie met betrekking tot de Russische invasie van Oekraïne.
Het aantal documenten wordt geschat op meer dan 100 pagina's. De documenten verschenen online als foto's van documenten boven op een ogenschijnlijk jachtmagazine, met andere objecten zoals ritssluitingszakken en Gorilla Glue verspreid over de foto's. Hoge Amerikaanse functionarissen hebben de echtheid bevestigd in de overtuiging dat de documenten inlichtingen- en operationele instructies zijn van de Joint Staff binnen het Pentagon. De documenten lijken te zijn samengesteld uit meerdere bronnen, waaronder de National Security Agency (NSA), het Bureau of Intelligence and Research (INR) van het State Department en de Central Intelligence Agency (CIA); in het laatste geval is een deel van de documenten afkomstig van een dagelijkse inlichtingenupdate.
Bij het vrijgeven van de documenten zijn de documenten eerst gefotografeerd en vervolgens online geüpload. Volgens Javed Ali, een voormalige Amerikaanse antiterrorismefunctionaris, heeft de uploader van de documenten mogelijk stappen ondernomen om zijn IP-adres en tijdstempels voor de foto's te verbergen in een poging om anonimiteit te veinzen. Het geheime materiaal zou beperkt zijn gebleven tot een gevoelige gecompartimenteerde informatiefaciliteit (SCIF), waar elektronische apparaten die met internet zijn verbonden, verboden zijn. Een hoge Amerikaanse functionaris verklaarde dat honderden – mogelijk duizenden – overheidsfunctionarissen de documenten kunnen hebben verkregen.